# John Henry Pepper
Pour les articles homonymes, voir Pepper.
John Henry Pepper, né le 17 juin 1821 à Westminster et mort le 25 mars 1900 à Leytonstone, est un scientifique, inventeur et innovateur britannique qui a parcouru le monde anglophone avec ses démonstrations scientifiques. Il a diverti le public, la royauté et ses collègues scientifiques avec un large éventail d'innovations technologiques.
Il est principalement connu pour avoir développé la technique de projection connue sous le nom de fantôme de Pepper, en construisant une version à grande échelle du concept par Henry Dircks. Il a également supervisé l'introduction de conférences du soir à la Royal Polytechnic Institution (Université de Westminster) et a écrit plusieurs ouvrages importants sur l'enseignement des sciences, dont l'un est considéré comme un pas important vers la compréhension de la dérive des continents . En Australie, il a tenté en vain de faire pleuvoir en utilisant la conduction électrique et de grandes explosions.

## Biographie

### Jeunesse
Pepper est né à Westminster (Londres) et a fait ses études à la King's College School (en). Pendant son séjour, il s'est intéressé à la chimie, comme l'a enseigné John Thomas Cooper. Cooper a agi en tant que mentor pour Pepper, qui est devenu professeur assistant à la Grainger School of Medicine à l'âge de 19 ans. Vers 1843, il fut élu membre de la Chemical Society.

### Carrière en Angleterre

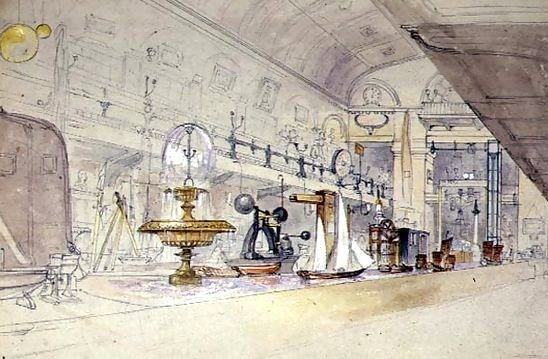
Un dessin de G. F. Sargent, publié en 1847, montrant l'intérieur de la Royal Polytechnic Institution.

Pepper a réalisé sa première conférence à la Royal Polytechnic Institution en 1847 et a continué à assumer le rôle de chimiste analytique et de conférencier l'année suivante. Jusqu'à en devenir directeur au début des années 1850. Il a présenté une série de cours du soir couvrant des sujets éducatifs et commerciaux, et a donné des conférences sur invitation dans certaines des écoles les plus prestigieuses d'Angleterre, notamment Eton, Harrow et Haileybury . Parmi les étudiants d'Eton se trouvait Quintin Hogg, qui allait devenir philanthrope et bienfaiteur de la Royal Polytechnic Institution. Pepper a également donné des conférences à New York et en Australie. Pepper est devenu un artiste scientifique très estimé et est souvent appelé Professeur Pepper. Il a régulièrement démontré une gamme d'innovations scientifiques et technologiques dans le but de divertir et d'éduquer le public sur leur fonctionnement. Il a utilisé beaucoup de ceux-ci pour exposer la supercherie derrière la magie trompeuse, et est devenu célèbre pour une nouvelle technique maintenant connue sous le nom de fantôme de Pepper.

#### Le fantôme de Pepper
On pense que l'ingénieur de Liverpudlian Henry Dircks a mis au point une méthode de projection d'un acteur sur une scène en utilisant une feuille de verre et une utilisation intelligente de l'éclairage, appelant la technique Dircksian Phantasmagoria (Fantasmagorie de Dircks, voir fantasmagorie). L'acteur a alors une apparence éthérée et fantomatique tout en étant apparemment capable de jouer aux côtés d'autres acteurs. Pepper a vu le concept et l'a reproduit à plus grande échelle, déposant un brevet commun avec Dircks. Pepper a commencé sa création avec une production de la veille de Noël de la pièce de Charles Dickens The Haunted Man en 1862 et Dircks a cédé tous les droits financiers à Pepper. Grâce à cela, l'effet est devenu connu sous le nom de "fantôme de Pepper", à la grande frustration de Dircks, et bien que Pepper ait insisté sur le fait que Dircks devrait avoir une part du crédit, la technique porte toujours le nom de l'homme qui l'a popularisée. Certains rapports suggèrent qu'à l'époque, Pepper prétendait avoir développé la technique après avoir lu le livre de 1831 Recreative Memoirs du célèbre showman Étienne-Gaspard Robert .
Les démonstrations de Pepper de «l'effet fantôme» ont été accueillies avec étonnement par le grand public tout en intriguant ses collègues scientifiques. Les gens sont retournés au théâtre à plusieurs reprises pour tenter de déterminer la méthode utilisée; Le célèbre physicien Michael Faraday a finalement abandonné et a demandé une explication.

#### Rédaction
Pepper a écrit onze livres de vulgarisation scientifique, à commencer par ses premières publications dans les années 1850. Le Playbook of Metals de 1861, construit sur le travail d' Antonio Snider-Pellegrini est considéré comme une étape importante dans la compréhension de la dérive continentale . Les livres eurent un tel succès, en particulier The Boy's Playbook of Science, qu'ils pouvaient être trouvés dans les écoles secondaires à travers le Royaume-Uni, et certaines réimpressions américaines devinrent des textes scolaires prescrits en Pennsylvanie et à Brooklyn.

#### Électricité et lumière
Pepper était fasciné par l'électricité et la lumière. En 1863, il illumina Trafalgar Square et la cathédrale Saint-Paul pour célébrer le mariage d' Edward Albert, prince de Galles, et d' Alexandra du Danemark . Il a réalisé cela en utilisant une variante de la lampe à arc . Le 21 décembre 1867, lors d'un banquet de «d'hommes nobles et scientifiques» (noblemen and scientific gentlemen), Pepper organisa l'envoi d'un télégramme entre Arthur Wellesley, 2e duc de Wellington et Andrew Johnson, président des États-Unis qui était à Washington à l'époque. Le message a mis un peu moins de 10 minutes pour arriver aux États-Unis avec une réponse après environ 20 minutes. Cette transmission a été saluée comme une réalisation importante pour la science.

### Carrière en Australie
Avec sa femme Mary Ann (née vers 1831), Pepper eut un fils (né vers 1856). Entre 1874 et 1879, la famille se déplace aux États-Unis et au Canada avant d'être invitée en Australie,. Ils arrivèrent à Melbourne le 8 juillet 1879 et Pepper y donna sa première conférence quatre jours plus tard. Il se déplace à Sydney au bout d'un mois quand l'intérêt pour ses manifestations commence à décliner.
Pepper a entendu des histoires sur Fred Fisher, un fermier de Campbelltown, qui avait mystérieusement disparu en 1826. Une supposée observation du fantôme de Fisher a déclenché une légende qui est encore racontée aujourd'hui. Pepper a incorporé le fantôme dans ses émissions, étonnant son public pendant un certain temps, mais, une fois de plus, le désir du public pour ses représentations s'est éteint au bout d'un mois. Pendant un certain temps, il s'est essayé en tant que dramaturge, producteur et acteur, mettant sur un drame romantique appelé Hermes et l'alchymiste . Le spectacle a été mal reçu et n'a duré que quelques semaines.
Au cours des deux années suivantes, il a présenté son spectacle à travers l'Australie, visitant la Nouvelle-Galles du Sud, Victoria et l'Australie du Sud. Après la tournée, il s'est installé à Ashgrove, Brisbane, Queensland, et a travaillé comme analyste public. Là, il a construit une maison, maintenant la forêt classée au patrimoine. Pendant son séjour, Pepper a continué à donner des conférences et aurait été la première personne à enseigner officiellement la chimie dans l'État.

#### Tentatives de pluie
L'été 1882 fut porteur de sécheresse au sud-est du Queensland avec peu de pluie et des températures intenses. Pepper a estimé qu'une solution scientifique au problème pourrait être possible et a décidé de tenter une expérience de production de pluie . Il a sorti une annonce en première page dans le numéro du 30 janvier 1882 du Brisbane Courier pour faire connaître l'événement, prévu pour le 4 février 1882 à l' hippodrome d'Eagle Farm. D'autres publicités mentionnaient qu'il y aurait « plusieurs illustrations intéressantes de phénomènes atmosphériques » et donnaient quelques détails sur la méthode qu'il prévoyait d'employer.
Pepper a commencé ses expériences dans les semaines précédant l'événement public. Il a rassemblé une gamme de matériaux, y compris dix canons pivotants, de puissantes roquettes du HMS Cormorant, une mine terrestre et une grande quantité de poudre à canon. Le plan était de créer un feu de joie qui répandrait de la fumée dans l'air, puis une explosion dans les nuages contribuerait à un changement de leur état électrique. Il a émis l'hypothèse que cela déclencherait la pluie. Plusieurs assistants ont tenté de lancer un cerf-volant en acier de 20 pieds dans les airs, mais sans succès, le trouvant peu maniable. Il a réduit sa taille à temps pour le spectacle principal.
L'événement Eagle Farm a attiré près de 700 personnes. Le petit cerf-volant de Pepper n'a réussi à voler que sur une courte distance dans le ciel et a dû être abandonné. Les canons pivotants ont ensuite été tirés, tentant de créer une explosion dans le ciel. Cependant, en raison d'un remplissage excessif de poudre dans l'un des pistolets, la seule explosion importante était le pistolet lui-même qui a été envoyé s'écraser sur la tribune vide. Un autre incident potentiellement dangereux a été le lancement des roquettes, dont l'une a volé horizontalement, manquant de peu la foule.

La foule n'a pas été impressionnée par les efforts de Pepper et de son équipe, riant et se moquant de leurs tentatives infructueuses. Certains membres du public l'ont même rejoint en essayant de lancer eux-mêmes le cerf-volant. Les journaux étaient également méchants avec le Warwick Examiner et le Times décrivant l'événement comme étant un « fiasco pseudo-scientifique ». Pepper se sentit très mal traité par ses collègues scientifiques et le grand public et dans une lettre écrite au Brisbane Courier datée du 27 mai 1882, il déclara: 
 «Mon expérience dans le Queensland a été accueillie avec une telle dérision et tant d'insultes que je laisserai aux autres l'honneur et les frais d'essayer de bien faire en persuadant doucement les nuages de perdre du gras. 
 Au cours des années à venir, d'autres scientifiques ont tenté ce que Pepper a appelé «convaincre les nuages» (voir Modification du temps ). Dans une autre lettre adressée au Brisbane Courier en avril 1884, Pepper se référa à l'un d'entre eux, disant qu'il espérait que le scientifique « ne serait pas méconnu ou traité avec les blagues et les jugements ridicules et bornés qui me tombaient sur la tête ».

### Mort
Pepper retourne en Angleterre en 1889 pour profiter de sa retraite. Il est mort à Leytonstone le 25 mars 1900. Il y a un mémorial à Pepper au cimetière de West Norwood.